# Grenzlandring
Le Grenzlandring (en français : circuit de la frontière) est un ancien circuit en ovale qui se situe autour de la ville de Wegberg, dans le land de Rhénanie-du-Nord-Westphalie en Allemagne.
Il est connu pour un accident ayant conduit le décès de 13 à 14 personnes le 31 août 1952 lors de la sortie de piste de Helmut Niedermayr sur Reif-Meteor pendant une course de Formule 2.

## Histoire

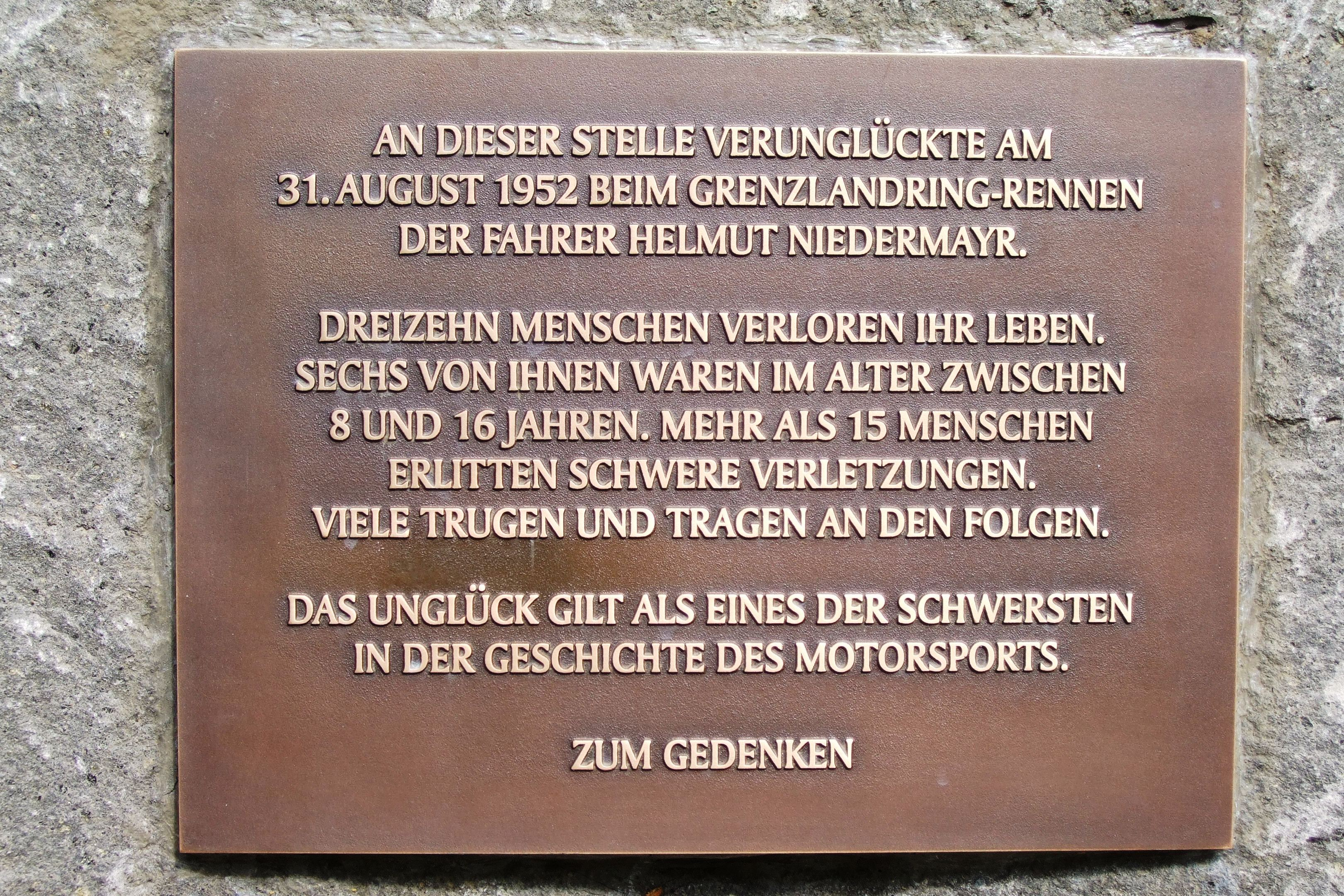
Plaque commémorative de l'accident du 31 août 1952.

L'anneau de béton a été construit en secret en 1938-1939 comme voie d'approvisionnement « stratégiquement importante » pour la construction des fortifications de la ligne Siegfried du Troisième Reich, pour un coût total d'environ 3,3 millions de reichsmark. En tant que projet militaire, il n'était pas indiqué sur les cartes routières. Après une utilisation mineure au début de la Seconde Guerre mondiale, l'anneau a été abandonné, mais a survécu à la guerre en grande partie intact.
Immédiatement après la guerre, des parties de l'anneau furent utilisées par des unités militaires américaines et britanniques. En 1947, le Grenzlandring, également connu sous le nom de Wegbergring, fut « redécouvert » localement lorsque Carl Marcus, maire de la ville voisine de Rheydt, roula une nuit sur ce qui semblait être une route de campagne plus ou moins droite. Lorsqu'il croisa plusieurs fois un cycliste, il réalisa soudain que la route était en fait circulaire.
À partir de la fin des années 1940, le circuit a été utilisé pour les courses automobiles et motocyclistes. Le record du tour de tous les temps a été établi en septembre 1949 par le Bavarois Georg « Schorsch » Meier sur une moto BMW 500 suralimentée à 216 km/h (134 mph), et en septembre 1951, Toni Ulmen a établi le record de tous les temps pour les voitures, au volant de sa Veritas 2000 RS à 212 km/h (132 mph).
Le 31 août 1952, pour des raisons jamais complètement expliquées, le Berlinois Helmut Niedermayr a accidenté sa Formule 2 Reif/Veritas-Meteor à la sortie du Roermonder Kurve à près de 200 km/h (120 mph),tuant 13 spectateurs et en blessant 42 autres. Bien que l'événement lui-même n'ait pas été interrompu pour éviter la panique dans la foule, les courses ont ensuite été interdites sur le circuit par le gouvernement.

## Palmarès

### Monoplaces
| Date              | Résultat | Résultat |
| ----------------- | --- | --- |
| 19 septembre 1948 | Formule 2 et Formule Libre : 1. Roland Mall • BMW-Eigenbau 2. Helmut Polensky • Monopoletta-BMW 3. Helmut Deutz • Alfa Romeo Monza | Formule 3: 1. Arthur Rosenhammer • ARO BMW 2. Ferdi Lehder • LTE-Juwel BMW 3. Walter Komossa • Scampolo 600 DKW                 |
| 11 septembre 1949 | Formule 2 et Formule Libre : 1. Toni Ulmen • Veritas RS BMW 2. Herman Roosdorp • Ferrari 166 MM 3. Hans Stuck • AFM-BMW            | Formule 3 : 1. Huschke von Hanstein • Condor BMW 2. Walter Komossa • Scampolo 501 DKW 3. Otto Kolan • OK BMW                    |
| 17 septembre 1950 | Formule 2 : 1. Karl Kling • Veritas Meteor (Stromlinie) 2. Toni Ulmen • Veritas Meteor 3. Willi Heeks • AFM-BMW                    | Formule 3 : 1. Friedrich Dilthey • Condor BMW 2. Willy Arnolds • Scampolo 502 BMW 3. Walter Komossa • Scampolo 501 DKW          |
| 9 septembre 1951  | Formule 2 : 1. Hans Stuck • AFM Küchen 2. Gianfranco Comotti • Ferrari 166F2/50 3. Toni Ulmen • Veritas Meteor                     | Formule 3 : 1. Alan Brown • Cooper T15 Norton 2. Eric Brandon • Cooper T15 Norton 3. Bill Patterson • Cooper T15 JAP            |
| 31 août 1952      | Formule 2 : 1. Toni Ulmen • Veritas RS BMW 2. Hans Klenk • Veritas Meteor (Stromlinie) 3. Josef Peters • Veritas RS BMW            | Formel 3: 1. John Cooper • Cooper T17 (Streamline) JAP 2. Eric Brandon • Cooper T18 Norton 3. Stirling Moss • Cooper T18 Norton |

### Voitures de sport
| Date | Pilote              | Voiture             | Championnat                      |
| ---- | ------------------- | ------------------- | -------------------------------- |
| 1948 | Karl Hans Schäufele | Veritas RS-BMW      |                                  |
| 1949 | Ralph Roese         | Veritas RS-BMW      |                                  |
| 1950 | Toni Ulmen          | Veritas RS-BMW      |                                  |
| 1951 | Toni Ulmen          | Veritas RS-BMW      | Deutsche Sportwagenmeisterschaft |
| 1952 | Hans-Hugo Hartmann  | Borgward 52 1500 RS |                                  |